# Calliandra haematomma
Calliandra haematomma är en ärtväxtart som först beskrevs av Dc., och fick sitt nu gällande namn av George Bentham. Calliandra haematomma ingår i släktet Calliandra och familjen ärtväxter.

## Underarter
Arten delas in i följande underarter:
- C. h. colletioides
- C. h. correllii
- C. h. glabrata
- C. h. haematomma
- C. h. locoensis
- C. h. rivularis
- C. h. tortuensis